# Bắc Kazakhstan (tỉnh)
Bắc Kazakhstan (tiếng Kazakh: Солтүстік Қазақстан облысы, Soltüstik Kazakhstan oblısı), là một tỉnh của cộng hoà Kazakhstan, với dân số 665.800 người. Thủ phủ của tỉnh là thành phố Petropavl với 193.300 dân. Tỉnh có chung đường biên giới với các tỉnh Omsk, Tyumen và Kurgan của Liên bang Nga ở phía bắc, ngoài ra còn có chung đường biên giới với 3 tỉnh khác của Kazakhstan là: Pavlodar về phía đông, Akmola về phía nam và Kostanay về phía tây. Diện tích của Bắc Kazakhstan 98.040 km2, là tỉnh có diện tích nhỏ thứ tư của Kazakhstan. Sông Ishim (Esil), một nhánh của sông Irtysh, chảy từ Karagandy đến Nga có ngang qua tỉnh Bắc Kazakhstan.

## Nhân khẩu
Nga (48,5% trong năm 2006, 49,79% vào năm 1999 và 51,49% vào năm 1989).
1. Người Kazakh (32,3% trong năm 2006, 29,57% vào năm 1999 và 22,59% vào năm 1989).
2. Người Ucraina (6,3% trong năm 2006, 6,47% vào năm 1999 và 7,73% vào năm 1989).
3. Người Đức (3,9% trong năm 2006, 5,67% trong năm 1999 - 9,51% vào năm 1989).
4. Người Ba Lan (2,7% trong năm 2006, 2,58% vào năm 1999 và 2,51% vào năm 1989).
5. Người Tatar (2,2% trong năm 2006, 1,54% vào năm 1999 và 1,80% vào năm 1989).
6. Người Byelorussia (1,2% trong năm 2006, 2,46% vào năm 1999 và 2,89% vào năm 1989).
7. Những dân tộc khác, chủ yếu là người Hy Lạp, Mordvin, Uzbek (2,9% trong năm 2006, 2,11% vào năm 1999 và 2,18% vào năm 1989).

|                  | Dân số năm 1989 | %       | Dân số năm 1999 | %       | Dân số năm 2010 | %       |
| ---------------- | --------------- | ------- | --------------- | ------- | --------------- | ------- |
| Tổng             | 912.065         | 100,00% | 725.980         | 100,00% | 643.302         | 100,00% |
| Người Nga        | 469636          | 51,49%  | 361461          | 49,79%  | 310371          | 48,25%  |
| Người Kazakh     | 206060          | 22,59%  | 214697          | 29,57%  | 218039          | 33,89%  |
| Người Ukraina    | 70525           | 7,73%   | 46980           | 6,47%   | 35673           | 5,55%   |
| Người Đức        | 86716           | 9,51%   | 41157           | 5,67%   | 23826           | 3,70%   |
| Người Ba Lan     | 22917           | 2,51%   | 18757           | 2,58%   | 15343           | 2,39%   |
| Người Tatar      | 19977           | 2,19%   | 16472           | 2,27%   | 14433           | 2,24%   |
| Người Belarus    | 16388           | 1,80%   | 11184           | 1,54%   | 8658            | 1,35%   |
| Người Azerbaijan | 1394            | 0,15%   | 1457            | 0,20%   | 1942            | 0,30%   |
| Người Armenia    | 940             | 0,10%   | 1394            | 0,19%   | 1624            | 0,25%   |
| Người Chechen    | 972             | 0,11%   | 919             | 0,13%   | 1098            | 0,17%   |
| Người Chuvash    | 1941            | 0,21%   | 1288            | 0,18%   | 1037            | 0,16%   |
| Người Uzbek      | 530             | 0,06%   | 322             | 0,04%   | 1080            | 0,17%   |
| Người Ingush     | 942             | 0,10%   | 857             | 0,12%   | 980             | 0,15%   |
| Người Bashkir    | 1755            | 0,19%   | 1063            | 0,15%   | 912             | 0,14%   |
| Người Tajik      | 164             | 0,02%   | 244             | 0,03%   | 909             | 0,14%   |
| Người Litva      | 1140            | 0,12%   | 976             | 0,13%   | 825             | 0,13%   |
| Người Mordvin    | 1585            | 0,17%   | 1025            | 0,14%   | 660             | 0,10%   |
| Khác             | 8483            | 0,93%   | 5727            | 0,79%   | 5892            | 0,92%   |

## Hành chính
Toàn tỉnh được chia thành 13 huyện và thành phố Petropavl.
1. Huyện Akkayin trung tâm hành chính tại Smirnovo;
2. Huyện Akzhar trung tâm hành chính tại Talshik;
3. Huyện Aiyrtau trung tâm hành chính tại Saumalkol;
4. Huyện Esil trung tâm hành chính tại Yavlenka;
5. Huyện Gabit Musirepov trung tâm hành chính tại Novoishimskoye;
6. Huyện Kyzylzhar trung tâm hành chính tại Beskol;
7. Huyện Magzhan Zhumabaev trung tâm hành chính tại Bulayevo;
8. Huyện Mamlyut trung tâm hành chính tại Mamlyutka;
9. Huyện Shal akyn trung tâm hành chính tại Sergeyevka;
10. Huyện Taiynsha trung tâm hành chính tại Taiynsha;
11. Huyện Timiryazev trung tâm hành chính tại Timiryazevo;
12. Huyện Ualikhanov trung tâm hành chính tại Kishkenekol;
13. Huyện Zhambyl trung tâm hành chính tại Presnovka.

Năm địa phương tại tỉnh Bắc Kazakhstan sau đây có thị trấn: Petropavl, Bulayevo Mamlyutka, Sergeyevka, và Taiynsha.

## Liên kết
- Trang chính thức Lưu trữ ngày 25 tháng 4 năm 2013 tại Wayback Machine